# Rondo (Schifffahrt)
Ein Rondo ist ein Manöver zur Änderung der Fahrtrichtung eines Schiffes in der Flussschifffahrt. Der Ausdruck wird vornehmlich in Österreich verwendet, auf den deutschen Wasserstraßen wird das Manöver mit Aufdrehen bezeichnet. In der Regel handelt es sich um eine 180-Grad-Drehung. Da das Manövrieren gegen den Strom leichter ist als in Fließrichtung, findet es meist vor dem Anlegen auf Talfahrt oder nach dem Ablegen statt.  Das Wendemanöver wird mit einem langen Ton und einem kurzen Ton angekündigt, wenn über Steuerbord gewendet werden soll, oder mit einem langen Ton und zwei kurzen Tönen, wenn das Fahrzeug über Backbord wenden will. Diese Schallsignale sind international gültig.